# Йенджейовски окръг
Йенджейовски окръг (на полски: Powiat jędrzejowski) е окръг в Югоизточна Полша, Швентокшиско войводство. Заема площ от 1256,96 км2. Административен център е град Йенджейов.

## География
Окръгът се намира в историческия регион Малополша. Разположен е в югозападната част на войводството.

## Население
Населението на окръга възлиза на 88 552 души (2012 г.). Гъстотата е 70 души/км2.

## Администартивно деление
Административно окръгът е разделен на 9 общини.
Градско-селски общини:
- Община Йенджейов
- Община Малогошч
- Община Сенджишов

Селски общини:
- Община Имелно
- Община Нагловице
- Община Окса
- Община Слупя
- Община Собков
- Община Воджислав

## Фотогалерия
- Йенджейов
- Малогошч
- Сенджишов